# Rotselaar
Rotselaar és un municipi belga de la província de Brabant Flamenc a la regió de Flandes. Està compost per les seccions de Rotselaar, Wezemaal i Werchter, regat pel Dèmer i el Winge.

## Agermanaments
- Bad Gandersheim